# Cotta (paramento liturgico)

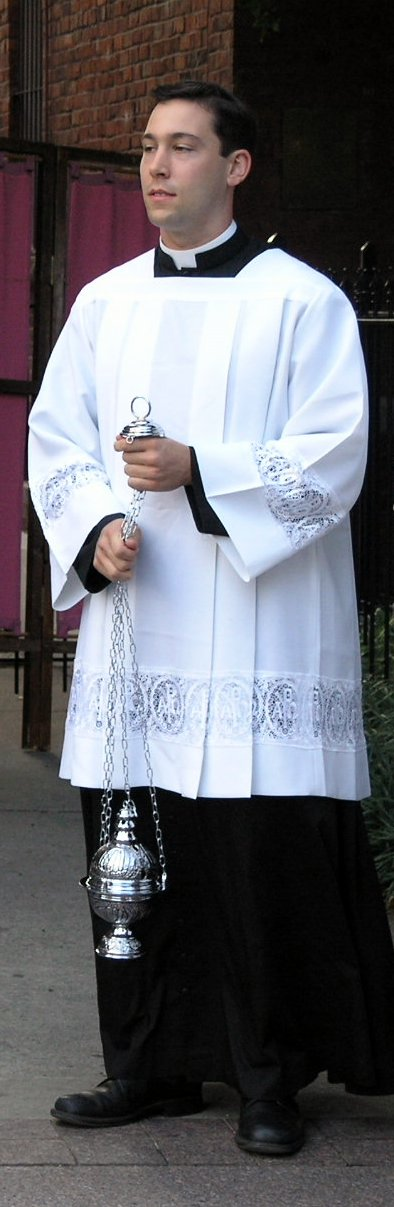
Cotta di stile romano indossata da un seminarista

La cotta, o surplice, è un paramento liturgico (da non confondersi con il rocchetto) consistente in una veste bianca indossata dal clero e dai ministranti nelle celebrazioni.

## Caratteristiche
La cotta, facilmente riconoscibile dal suo collo circolare o quadro, con o senza fettucce che lo tengono chiuso, ricorda il camice; tuttavia, mentre il camice copre tutto il corpo raggiungendo le caviglie, la cotta si ferma sotto la vita e le maniche terminano ai gomiti, diversamente dal rocchetto che giunge sino alle ginocchia e le maniche sono lunghe sino ai polsi. Le moderne cotte, però, spesso contravvengono alla regola e foggia tradizionale arrivando sino alle ginocchia, e le maniche ai polsi. Il tessuto tradizionale è il lino, che scende arricciato sulle parti anteriori e posteriori del paramento o con pieghe perpendicolari al corpo o con ondulazioni verticali. Anche alla cotta, come al camice o al rocchetto, possono essere applicati ricami di ogni genere. Le cotte più semplici possono avere ricami più modesti o semplici simboli religiosi.

## Utilizzo
La cotta, indossata sull'abito talare, costituisce l'abito corale del clero. La cotta viene indossata dal clero in tutte le celebrazioni liturgiche, fatta eccezione della messa (in questo caso i diaconi, i presbiteri o i vescovi celebranti devono obbligatoriamente indossare il camice). Se durante la celebrazione della messa è presente un ministro ordinato che indossa la cotta, significa che questi non sta celebrando o concelebrando ma semplicemente assistendo.